# Out West
Out West (br.: Veias e veios) é um filme curta-metragem estadunidense de 1947 dirigido por Edward Bernds. É o 99º de um total de 190 filmes da série com os Três Patetas produzida pela Columbia Pictures entre 1934 e 1959.

## Enredo
Shemp sofre de um alargamento da veia em sua perna e o médico (Vernon Dent) o manda ir ao Oeste para se recuperar. Ao chegar em "Paço do Coiote" com Moe e Larry, vão ao saloon de propriedade do trapaceiro Doc Barker (Jack Norman). Barker ouve Shemp comentar com a dançarina do saloon Nell (Christine McIntyre) sobre sua veia e acha que ele está a falar de um grande veio de ouro. Barker se oferece para "operar" a veia se preciso com dinamite e os Patetas desconversam. Então Nell chama os três de lado e conta que Baker é um bandido que roubou o saloon dela e aprisionou seu namorado Arizona Kid (Jock Mahoney) no porão, usando-o como refém para que ela colaborasse.
Os Patetas então armam um plano para libertar Arizona Kid. Enquanto os bandidos jogam cartas com Shemp, Moe e Larry preparam uma bebida indigesta capaz de derrubá-los para pegarem a chave no paletó de Barker. Quando Barker sofre os efeitos da bebida e pede por "água", Shemp abre a mangueira e o molha todo. Em seguida, Moe e Larry tiram o paletó do bandido sob o pretexto de que ele não contraia uma "pneumonia" e pegam a chave da cela de Arizona Kid. O rapaz é libertado e parte para chamar a Cavalaria mas antes que volte os Patetas são descobertos e Larry fica prisioneiro. Moe e Shemp tentam libertá-lo mas mais uma vez Barker e seus homens os surpreendem e ameaçam atirar neles. Shemp sem querer acende uma dinamite e os bandidos fogem e se escondem atrás do balcão do bar. Os Patetas acabam jogando o explosivo ali, desacordando os bandidos.

## Citações
- Shemp: "Eu não vou perder minha perna não é, doutor? Eu a tenho desde que era criança!"

Moe e Larry misturam várias coisas indigestas na bebida para os bandidos. Quando Moe abre uma lata e joga o conteúdo na vasilha, ocorre o diálogo que segue:
- Larry: (avisando) "Ei!  Você jogou tinta aí!"
- Moe: (olhando para a lata) "Sei."

Moe então abre outra lata e despeja um líquido transparente na vasilha.
- Larry: "O que é isso?"
- Moe: "Removedor de tinta!"